# 韦内蒂科
韦内蒂科（義大利語：Venetico），是意大利西西里大区墨西拿廣域市的一个市镇。总面积4平方公里，人口3836人，人口密度959.0人/平方公里（2009年）。ISTAT代码为083104。